# Christmas Island (Stillehavet)
|  | Der er også en Christmas Island i det Indiske Ocean, se Christmas Island (Indiske Ocean) |
Christmas Island eller Kiritimati ligger i Stillehavet og er en del af republikken Kiribati.
Øen er den største atol i verden med et areal på 642 km2.
Øen blev opdaget af europæere den 24. december 1777  af James Cook. Kiritimati er den lokale måde at skrive "Christmas" (det udtales "kee-ree-mass").
Der er ca. 5.000 indbyggere som primært bor i en af fire byer: London (hoved og havneby), Tabwakea, Banana, og Poland.
1°51′N 157°24′V / 1.85°N 157.4°V